# Burj al-Arab
Le Burj al-Arab (برج العرب « Tour des arabes » en arabe) est un hôtel  proclamé « sept étoiles » par certains journalistes, situé à Dubaï, aux Émirats arabes unis. Mesurant 321 mètres, il était l'édifice utilisé exclusivement comme un hôtel le plus élevé jusqu’en 2007, année où il est dépassé par le JW Marriott Marquis, également à Dubaï. Il est particulièrement reconnaissable à sa forme de voile géante. Conçu en 1993 par l’architecte Tom Wright, il est construit sur une île artificielle du golfe Persique. Il a été inauguré en décembre 1999.

## Description

### Extérieur
La « Tour des Arabes » est l'un des hôtels les plus luxueux au monde et l'une des icônes les plus représentatives du paysage urbain de Dubai. il est également devenu un des symboles les plus célèbres de l'architecture contemporaine.
L'hôtel a été construit par la compagnie de construction sud-africaine Murray & Roberts. Le mur extérieur de l'atrium faisant face à la plage est fait de tissus isolants en fibre de verre recouverts d'une couche de teflon pour les protéger de l'usure due aux vents des sables venant du désert.
L'immeuble mesure 321 mètres de hauteur. Chaque étage abrite des suites de luxe. Le bâtiment a été construit de telle façon que son ombre ne recouvre pas la plage.  

### Intérieur
Le volume de l'atrium peut contenir le World Trade Center de Dubaï (en), qui, à 38 étages et d'une hauteur de 180 mètres, était le plus haut édifice à Dubaï de la fin des années 1970 à la fin des années 1990. Un héliport (qui sert parfois aussi de terrain de tennis), ainsi qu'un restaurant panoramique se trouvent tous les deux au sommet, au-dessus de l'océan, en porte-à-faux sur les bords opposés de l'hôtel.
Le gratte-ciel contient 18 ascenseurs dont deux panoramiques directs 1er au 27e à grande vitesse ; deux batteries de 6 ascenseurs desservant tout l'édifice plus le parking souterrain ; 2 pour le service ; 1 monte-charge ; et un reliant le RC au 1er. L'édifice contient 199 suites en duplex, d'une surface comprise entre 170 mètres carrés et 780 mètres carrés.

### Un hôtel de luxe
Le Burj al-Arab est considéré comme l'un des hôtels les plus onéreux du monde. Le tarif officiel pour les suites les moins chères varie entre 7 600 et 17 600 dirhams la nuit. L'entrée de l'hôtel est interdite aux visiteurs, mais il est possible d'y pénétrer en réservant pour y prendre un thé l'après-midi pour la somme de 70 €. Pour ce prix-là, outre le thé, sont servis du champagne et sept plats (tranche de saumon, mignardises, petits gâteaux, etc.).
Le spa Talise est situé à 150 mètres de hauteur. Il dispose de seize espaces de soin, répartis sur deux étages.
La suite royale, située au 25e étage, a été occupée par des célébrités telles que Justin Bieber, Nelson Mandela ou Lewis Hamilton. Les vestiaires des suites royales sont plus spacieux qu'une chambre d'hôtel ordinaire. 

## L'île artificielle
L'architecte voulait que l'édifice ait l'air d'émerger de l'eau. Il a donc fallu construire une île artificielle à 270 m au large de la plage de Jumeirah. Les travaux d'aménagement de l'île ont duré deux années. Cette île devait au départ être constituée de rochers, méthode bien maîtrisée. L'architecte a refusé cette solution, d'une part parce qu'il la jugeait inesthétique, d'autre part parce qu'il voulait que l'île soit la plus basse possible. Les ingénieurs ont donc dû trouver une solution pour que l'île soit suffisamment basse, mais aussi résistante aux assauts de la mer. Elle est finalement réalisée en pierres entourées d'éléments anti-vagues en béton et s'élève à 7,5 m au-dessus de l'eau. Le sable situé en sous-sol pose aussi problème pour les fondations, les ingénieurs redoutant l'effet de l'eau. Pour éviter la catastrophe, ils construisent un « rempart » en acier qui descend à 20 m de profondeur et une couche d'isolation en béton. Ce sont finalement 250 piles en béton de 40 m de long qui font office de fondations.

## Arts, ruptures, continuités
L'architecture de Burj al Arab s'inspire de l'histoire de Dubaï : en prenant la forme d'une voile, elle rappelle que Dubai fut d'abord un port avant de devenir une métropole moderne. Le décor intérieur reprend les codes de l'art islamique. Le gratte-ciel a inspiré d'autres hôtels dans le monde comme le W Barcelona en Espagne, inauguré en 2009. Sa construction a aussi marqué une rupture dans l'histoire de la ville en étant le premier gratte-ciel. Il en est devenu depuis un symbole.